# Eufalconimorphae
Eufalconimorphae é um clado de aves que reúne pássaros, papagaios e falcões (mas não outras aves de rapina). Sua existência é apoiada pela análise genética.